# خوزه مانوئل لوپز (بازیکن فوتبال)
خوزه مانوئل لوپز (انگلیسی: José Manuel López؛ زادهٔ ۶ دسامبر ۲۰۰۰) بازیکن فوتبال اهل آرژانتین است.